# مقاطعة كارغيليك
مقاطعة كارغيليك أو مقاطعة قاغيليق (بالأويغورية: قاغىلىق ناھىيىسى)‏، هي مقاطعة تقع في الجنوب الغربي من منطقة سنجان الأويغورية ذاتية الحكم، وتدار ضمن ولاية كاشغر، مساحتها 28600 كيلومتر مربع. ووفقًا لتعداد عام 2002 يبلغ عدد سكانها 370،000.